# Gippel
Der Gippel ist ein 1669 m ü. A. hoher Berg in den Mürzsteger Alpen im südlichen Niederösterreich.

## Lage und Charakter des Bergstocks
Der sehr markante, im oberen Drittel durch gebankten Dachsteinkalk geprägte Bergstock des Gippels zählt zusammen mit dem westlich benachbarten Göller (1766 m) zu den beliebten Tourenzielen im Umkreis Wiens. Er erhebt sich etwa 6 Kilometer südlich der Marktgemeinde St. Aegyd am Neuwalde. Die Randtäler des etwa 50 km² umfassenden Bergmassivs gehören orografisch zu den Flüssen Traisen, Schwarza und Mürz.
Der Gippel ist "ein Berg mit vielen Gesichtern". Blickt man von Kernhof zu seiner Nordwand, wirkt er fast wie ein schroffer Dreitausender. Beim Anstieg zum Gipfel sind etwa 1100 Höhenmeter zu überwinden, was durchaus mit vielen Touren in den Zentralalpen vergleichbar ist. In deutlichem Gegensatz zur felsigen Nordflanke, die sich als 300 m hohe Gippelmauer 3–4 km nach Osten zum Schwarzauer Gippel (1605 m) zieht, hat die wiesenbedeckte Südseite einen fast lieblichen Charakter.
Der Gippel bietet ein beeindruckendes Panorama auf weite Teile der steirisch-niederösterreichischen Kalkalpen.

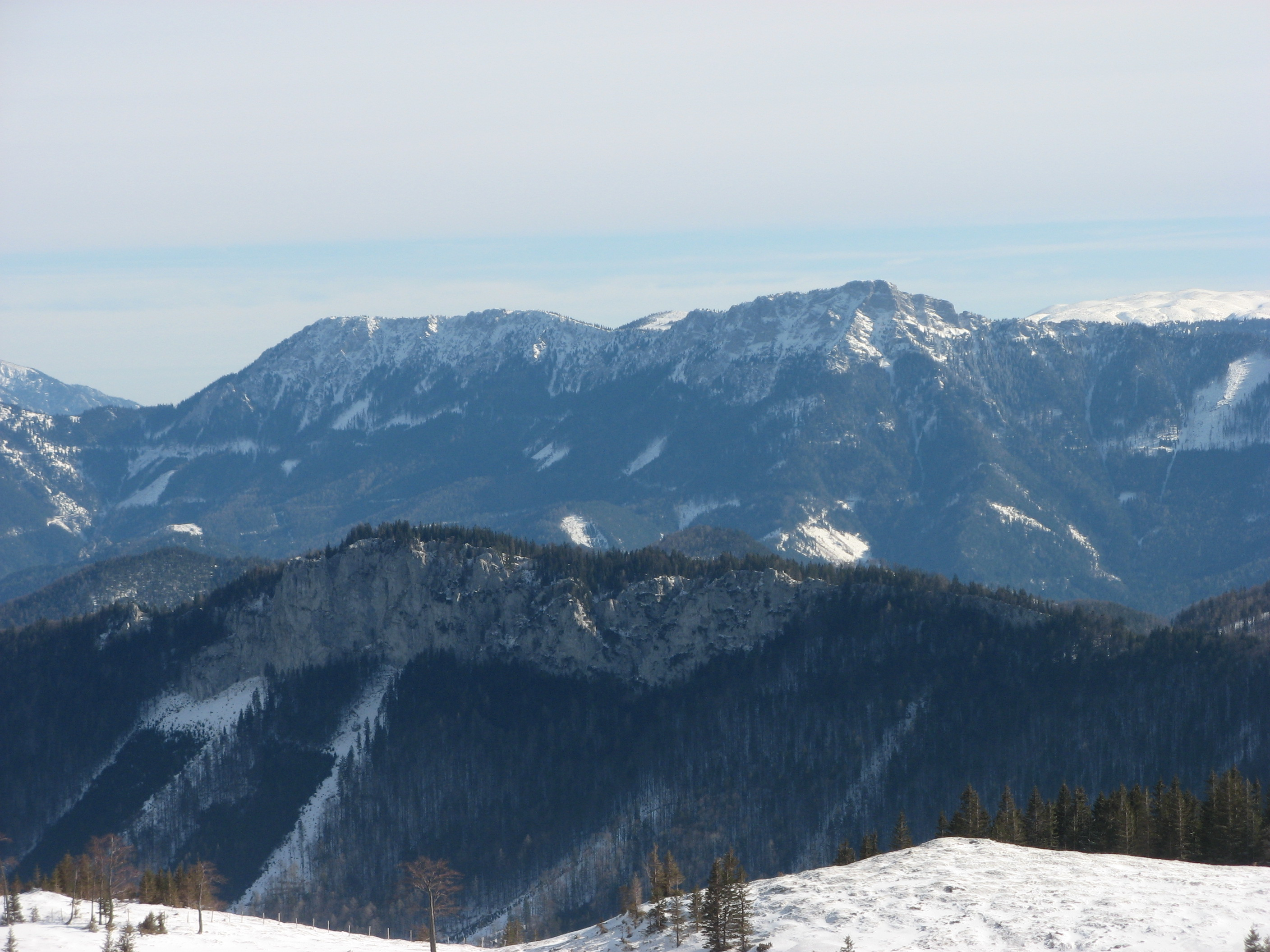
Der Gippel von Nordwesten (Tirolerkogel), ganz hinten Rax und Schneeberg

## Wege & Anstiege
Über den Gippel führen mit dem Traisentaler Rundwanderweg 655 und dem Waldmarkweg 622 zwei regionale Weitwanderwege.

### Von Norden (Sankt Aegyd)
Dieser beliebte Aufstieg, der 2–3 Stunden dauert, beginnt beim Gehöft Zögernitzer (640 m) im Weißenbachtal,  4 km nach St. Aegyd. Über eine Forststraße wird bald der 1930 ausgebaute Treibsteig erreicht, der seinen Namen der Verwendung für den Almauf- und -abtrieb verdankt. Er ist wegen Restschneefeldern  meist erst ab Mai/Juni begehbar. Einige Serpentinen führen unter der steilen Nordwand zum Gippeltörl, einer schmalen Scharte mit Almgatter sowie Ausblick auf die Sonnleitstein-Gruppe und die Schneealpe. Einige Gehminuten weiter südwestlich stehen die Halterhütten der Gippelalm (1500 m, Einkehrmöglichkeit an Wochenenden). Der Weg steigt nun nach Westen am Kamm zum Gippel mit seinem Gipfelkreuz an. Für den Rückweg bietet sich nach dem Abstieg über den oberen Teil des Aufstiegswegs vom Treibsteig abzweigend eine Rundtour nach Westen zur Reintaler Alm (Lage) an. Ungefähr 350 Höhenmeter unterhalb des Gippeltörls folgt man unter den Nordabstürzen der Gippelmauer einer Forststraße nach Westen zur Alm. Ein kurzes Stück weglos bis zum markierten Weg über den Luegerberg. Auf diesem nordöstlich ins Weißenbachtal hinunter und über das Gehöft Knollnhof zum Ausgangspunkt.

### Von Osten
Vom Obersberg (Ahornberg) führt ein Wanderweg über den Preineckkogel zum Preinecksattel (der auch von St. Aegyd oder dem Preintal (Gemeinde Schwarzau im Gebirge) erreichbar ist). Eine Forststraße führt dann unter der Nordseite des Gippels bis zum Treibsteig weiter. Eine Alternative bietet ein steiler Steig vom Preinecksattel auf den Schwarzauer Gippel und durch enge Latschengassen der Gippelmauer zum Gippeltörl.

### Von Westen
Der Kammweg ab dem Waldhüttsattel (1266 m), der am besten von Kernhof im Norden oder von Donaudörfl im Süden erreichbar ist, nähert sich über die Hofalm und die Gamsmauer dem Gippel. Der Roman-Majevski-Steig umgeht den Gippel zunächst an seiner Südseite; der Gipfel ist dann über den markierten Weg von Osten erreichbar. Eine direkte Verbindung vom Kammweg nahe der Pollwischalm zum Gipfel stellt der 2008 sanierte Bergrettungssteig dar (Stellen mit Stahlseilsicherung und Trittstiften; Trittsicherheit und Schwindelfreiheit erforderlich).

### Schitour
Im Winter ist der Gippel ein eher selten besuchtes und daher ruhiges Ziel von Schitouren. Der günstigste Ausgangspunkt ist beim ehemaligen Gasthof Triebl im Preintal. Über den Sattel des Gscheidls und den Perschkogel ist der Gippel erreichbar.